# Лубниці (гміна, Сташовський повіт)
Гміна Лубниці (пол. Gmina Łubnice) — сільська гміна у східній Польщі. Належить до Сташовського повіту Свентокшиського воєводства.
Станом на 31 грудня 2011 року у гміні мешкало 4332 особи.

## Територія
Згідно з даними за 2007 рік площа гміни становила 84.01 км², у тому числі:
- орні землі: 78.00%
- ліси: 13.00%

Таким чином, площа гміни становить 9.08% площі повіту.

## Населення
Станом на 31 грудня 2011:
| Опис     | Загалом | Загалом | Чоловіки | Чоловіки | Жінки | Жінки |
| -------- | ------- | ------- | -------- | -------- | ----- | ----- |
| одиниця  | осіб    | %       | осіб     | %        | осіб  | %     |
| все      | 4332    | 100     | 2135     | 49.28    | 2197  | 50.72 |
| міське   | 0       | 100     | 0        |          | 0     |       |
| сільське | 4332    | 100     | 2135     | 49.28    | 2197  | 50.72 |

## Сусідні гміни
Гміна Лубніце межує з такими гмінами: Олесниця, Пацанув, Поланець, Ритв'яни, Чермін, Щуцин.